# Vrioci
Vrioci su naselje v občini Kozarska Dubica, Bosna in Hercegovina. 

## Deli naselja
Špilja in Vrioci.

## Prebivalstvo
| Pregled števila prebivalcev po letih | Pregled števila prebivalcev po letih | Pregled števila prebivalcev po letih | Pregled števila prebivalcev po letih | Pregled števila prebivalcev po letih | Pregled števila prebivalcev po letih |
| ------------------------------------ | ------------------------------------ | ------------------------------------ | ------------------------------------ | ------------------------------------ | ------------------------------------ |
| 1948                                 | 1953                                 | 1961                                 | 1971                                 | 1981                                 | 1991                                 |
| -                                    | -                                    | -                                    | 252                                  | 338                                  | 391                                  |

| Narodna sestava prebivalstva po letih                                                                                      | Narodna sestava prebivalstva po letih                                                                                        | Narodna sestava prebivalstva po letih                                                                                        |
| --- | --- | --- |
| 1971 | 1981 | 1991 |
| . skupaj: 252 Srbi 244 (96,82 %) Hrvati 3 (1,19 %) Muslimani 1 (0,39 %) Jugoslovani 4 (1,58 %) drugi in neznano 0 (0,00 %) | . skupaj: 338 Srbi 267 (78,99 %) Hrvati 2 (0,59 %) Muslimani 1 (0,29 %) Jugoslovani 68 (20,11 %) drugi in neznano 0 (0,00 %) | . skupaj: 391 Srbi 363 (92,83 %) Muslimani 6 (1,53 %) Hrvati 0 (0,00 %) Jugoslovani 12 (3,06 %) drugi in neznano 10 (2,55 %) |